# Nassau-Usingen
```
   |-
       |
Erro:
:  
valor não especificado para "
nome_comum
"
```

O Nassau-Usingen foi um principado da Sacro Império Romano-Germânico.